# Operazione Delaware
Operazione Delaware (in inglese Operation Delaware) fu il nome in codice di un'operazione militare avvenuta dal 19 aprile al 17 maggio 1968 durante la guerra del Vietnam, condotta congiuntamente dalla 101ª divisione aviotrasportata e dalla 1ª divisione di cavalleria americane e dal 3º reggimento della 1ª divisione sudvietnamita nella valle di A Shau, nella provincia di Thua Thien-Hue.

## Antefatti
Nella prima metà del 1968, dopo l'offensiva del Têt, il generale William Westmoreland, prima della sua sostituzione con il generale Creighton Abrams, avvenuta nel mese di giugno, dette ordine di "ripulire" la valle di A Shau, una zona nella quale la presenza delle forze nemiche era stata maggiormente intensa durante l'offensiva, bloccando inoltre il passaggio, attraverso la valle, che l'esercito nordvietnamita utilizzava per trasportare truppe e rifornimenti nel Vietnam del sud. L'operazione Delaware fu la prima di quattro offensive che furono effettuate per raggiungere questo obiettivo.

## L'operazione
L'operazione ebbe inizio il 19 aprile e fu preceduta da bombardamenti effettuati dai bombardieri strategici B-52, allo scopo di neutralizzare le postazioni contraeree; la forza composta dalla 1ª divisione di cavalleria, comandata dal generale John J. Tolson, dalla 101ª divisione aviotrasportata, comandata dal generale John M. Wright e dal 3º reggimento della 1ª divisione sudvietnamita fu trasportata a nord ed a sud della valle in elicottero e furono scoperti depositi di munizioni, di riso e di altri materiali. Successivamente le forze iniziarono a muoversi da est verso ovest con l'intento di rastrellare la zona; la pista di atterraggio abbandonata di A Lưới venne utilizzata per consentire il trasporto da parte degli aerei ed il primo aereo cargo C-7 Caribou prese terra il 2 maggio, seguito, dopo che la pista fu riparata e messa in condizioni più agevoli, da aerei C-130 Hercules, il cui primo poté atterrare il 4 maggio.
Le forze americane e sudvietnamite proseguirono il rastrellamento che si concluse il 17 maggio ma il nemico non ingaggiò battaglia e immediatamente dopo il loro ritiro le forze nordvietnamite rioccuparono rapidamente la valle, rendendo necessaria l'organizzazione di altre operazioni nella zona.

## Operazioni successive
All'operazione Delaware seguirono altre tre operazioni: l'operazione Somerset Plain, avvenuta nel mese di agosto, l'operazione Massachusetts Striker, effettuata nel marzo del 1969 e l'operazione Apache Snow, nei mesi di maggio e giugno del 1969; nessuna delle quali ottenne tuttavia il risultato di bloccare la valle di A Shau.